# Sinularia babeldaobensis
Sinularia babeldaobensis is een zachte koraalsoort uit de familie Alcyoniidae. De koraalsoort komt uit het geslacht Sinularia. Sinularia babeldaobensis werd in 2008 voor het eerst wetenschappelijk beschreven door van Ofwegen. 